# Savane soudanienne occidentale
Localisation
La savane soudanienne occidentale est une écorégion terrestre définie par le WWF, appartenant au biome des prairies, savanes et terres arbustives tropicales et subtropicales de l'écozone afrotropicale. Elle s'étend sur le Centre-Sud Sénégal, le Burkina Faso, le Togo, le Sud malien, le Sud nigérien, le Nord de la Côte d'Ivoire, du Bénin, de la Gambie, du Ghana, de la Guinée et du Nigeria. 
Cette savane est bordée au nord par un biome désertique et au sud par des forêts tropicales. Les écorégions de l'ouest et de l'est sont séparées par les monts Mandara, qui occupent une partie du massif montagneux de haute altitude qui sépare l'ouest de l'Afrique de son centre.
L'habitat a été considérablement réduit, dégradé et fragmenté par les activités agricoles, le feu, l'exploitation forestière et la fabrication de charbon de bois. Les populations de la plupart des grandes espèces de mammifères ont été décimées par la chasse trop intensive. Ceci est particulièrement vrai dans les zones densément peuplées comme au Nigeria.
La savane ouest-soudanienne, dans sa partie septentrionale, abrite également la limite méridionale de l'extension des plateaux à brousse tigrée.

## Climat
Le climat est chaud et sec. Cette savane est constituée pour sa partie boisée de grandes espèces d'arbres et pour sa partie herbeuse d'« herbes à éléphant ». L'altitude varie de 200 à 400 mètres.

## Aires protégées
En 2008, seulement, 6,7 % de cette zone est protégée, ce qui représente cependant 90 000 km2. 
Les parcs nationaux sont (de l'Ouest à l'Est): 
- le parc national du Niokolo-Koba au Sénégal ;
- le River Gambia National Park (en) en Gambie ;
- le parc national de la boucle du Baoulé au Mali ;
- le parc national de la Comoé de Côte d’Ivoire ;
- le parc national Mole au Ghana ;
- le complexe Oti-Kéran-Mandouri au Togo
- le parc national du W du Niger, parc transfrontalier du Niger, du Burkina Faso et du Bénin.
- le parc national de Kainji au Nigeria.

## Flore et faune
Le massif offre une frontière naturelle pour plusieurs taxons végétaux et permet de différencier ses deux écorégions, par exemple l'Isoberlinia. La faune est au contraire identique de part et d'autre mis à part quelques petits animaux endémiques à une zone, par exemple comme Crocidura Cendrillon, Lemniscomys linulus des mammifères, ou comme huit espèces de reptiles, et trois d'amphibiens endémiques dans cette zone.

### Flore caractéristique
La savane soudanienne est caractérisée par la présence de certains taxons originaires de la région.
- Baobab africain
- Acacia Sénégal
- Acacia nilotica
- Faidherbia albida. Synonymes : balanzan (en bambara), kadd (en wolof)
- Cailcédrat
- Rônier
- Karité
- Dattier du désert (Balanites aegyptiaca)
- Boscia senegalensis
- Jujubier (Ziziphus jujuba)
- Annona senegalensis, pomme-cannelle du Sénégal
- Pommier de Sodome (Calotropis procera)
- Pommier de Cayor (neocarya macrophylla)
- Hibiscus sabdariffa
- Mangrove présente dans les bolongs